# Lagynogaster affinis
Lagynogaster affinis är en tvåvingeart som beskrevs av Frey 1937. Lagynogaster affinis ingår i släktet Lagynogaster och familjen rovflugor. Inga underarter finns listade i Catalogue of Life.